# Volkswagen Challenger 1998
Il Volkswagen Challenger 1998 è stato un torneo di tennis facente parte della categoria ATP Challenger Series nell'ambito dell'ATP Challenger Series 1998. Il torneo si è giocato a Wolfsburg in Germania dal 9 al 15 febbraio 1998 su campi in sintetico indoor.

## Vincitori

### Singolare
Ivo Heuberger ha battuto in finale  Dirk Dier con il punteggio di 6–7, 6–4, 6–4

### Doppio
Marat Safin /  Dušan Vemić hanno battuto in finale  Jan-Ralph Brandt /  Thomas Messmer 6–4, 4–6, 6–2